# Хорвати в Іспанії
Іспанські хорвати — особи хорватського походження, які живуть або жили в Іспанії.
За даними посольства Хорватії в Мадриді, в Іспанії проживає близько 3000 хорватів. За свідченням Національного інституту статистики, в Іспанії мешкає 2634 громадян Хорватії.

## Історія
У другій половині ХХ століття чимало хорватських митців і науковців опинилися в Іспанії як біженці, продовживши потім свою успішну кар’єру по всьому світу. Серед них художники Здравко Дучмелич і Петар (Педро) Маруна, вчений, письменник і журналіст Лука Брайнович (народився в Которі) і лікар Душко Єлавич. Особливе значення для іспанської культури має доробок енциклопедиста Павао (Пабло) Тіяна, який жив у Мадриді з 1947 року. Спираючись на досвід, здобутий під час роботи над енциклопедією в Хорватії, він застосував цей досвід на своїй новій батьківщині, зокрема під час роботи над п'ятьма томами La Enciclopedia de la Cultura Española (Енциклопедія іспанської культури, 1963—1969); він також запустив хорватську програму на іспанському державному радіо Radio Madrid і працював її редактором. Із 1978 року і до свого повернення в Хорватію 1991 року хорватський письменник Вінко Ніколич редагував і видавав у Барселоні часопис Hrvatska revija, яка вважається провідним культурним виданням серед хорватської емігрантської спільноти.
Іспанія після Другої світової війни була чи не єдиною країною у світі, яка на відміну від інших країн прийняла хорватську студентську молодь не для того, щоб дати їй у руки сапу чи лопату, а щоб дати їй книжку і змогу продовжити навчання. 1947 року уряд Франциско Франко на прохання папи Пія XII заснував у Мадриді спеціальний інститут для студентів із-за «залізної завіси» — Colegio Mayor de Santiago Apóstol (Колегіум ім. св. Якова Апостола), де приблизно 500 студентам 14 різних національностей Південно-Східної Європи надавалося житло і харчування. Близько 75 молодих хорватів знайшли там свій притулок і закінчили університетське навчання: політико-економічне, філософське, медичне, хімічне та суднобудівне. Деякі також здобули докторські ступені: Маріян Гец, Перо Вукота, Анте Фулгосі, Йосип Франич, Франьо Панчич, Іво Тушкан. Одним із найважливіших хорватських емігрантських діячів в Іспанії був Алойзіє Чукман, глибокий слід залишили Євген Белухан Костелич та інші.